# 寡婦
寡婦（）（英語：widow（ウィドウ））とは、夫と死別又は離別し（離婚）、再婚していない女性、夫のない独身の女性を意味する。
別名では、寡、嬼（）、女寡（）、後家（）、未亡人（）などがある。寡（）という言葉は本来、男女双方を指し、男性の場合は寡夫（）、鰥・鰥夫・寡男（）、男鰥・男寡（）などともいう。戦中、戦没者未亡人を指して、靖国の妻という言葉があったとされる。

## 各国の制度

### 日本

#### 寡婦（寡夫）控除・ひとり親控除

通称マルフ、寡婦控除・ひとり親控除を申告できる。

所得税法第2条において、寡婦はア又はイに掲げる者でひとり親に該当しないものをいう（原則2020年4月以後）。
ア　夫と離婚した後婚姻をしていない者で、扶養親族を有し、本人の合計所得金額が500万円以下であるもの（一定の事実婚関係にある人がいるものを除く）
イ　夫と死別した後婚姻をしていない者、又は夫が生死不明などの者で、本人の合計所得金額が500万円以下であるもの（一定の事実婚関係にある人がいるものを除く）
同様に、ひとり親は次に掲げる者をいう。
現に婚姻をしていない者又は配偶者が生死不明などの者で、合計所得金額が58万円（2024年分以前は48万円）以下の生計を一にする子（他の者の同一生計配偶者、扶養親族となっていない者に限る）を有し、かつ本人の合計所得金額が500万円以下であるもの（一定の事実婚関係にある人がいるものを除く）
所得税法第80条で、その年12月31日の現況で寡婦である者については、寡婦控除として、27万円（住民税；26万円）の所得控除が認められる。
同法第81条で、その年12月31日の現況でひとり親である者については、ひとり親控除として、35万円（住民税；30万円）の所得控除が認められる（原則2020年4月以後）。
なお、従前の寡夫控除（27万円、住民税；26万円）と特別（旧；特定）の寡婦控除（35万円、住民税；30万円）は、ひとり親控除の創設に伴い、2020年3月末で原則的に廃止された。

#### 寡婦年金
国民年金における制度。所定の要件を満たす夫が死亡した場合に、夫によって生計を維持され、夫との婚姻期間が10年以上継続した妻に寡婦年金を支給する。支給期間は60歳から65歳までの5年間。詳細は遺族年金#寡婦年金を参照。

#### 寡婦福祉
自治体によって、寡婦福祉資金貸付制度や公営住宅の優遇などの援助を行っているところがある。
岡山市では、所得税法上では寡婦とみなされないシングルマザーを対象に、所得控除を「適用されたとみなし」て課税額を算定し、保育料を減額する母子家庭の支援策を行っている。千葉市も同様に、2010年度より保育料と子どもルーム利用料を減額する方針を固めた。

### イギリス
イギリスの国民保険の主な給付制度として寡婦手当 (Widowed Parent’s Allowance) が定められている。

### フランス

#### API
フランスには片親支援給付としてAPI (Aallocation de parent isolé) と呼ばれる家族給付制度があり、独身者、寡婦（夫）、離婚者、別居中あるいは頼る者のない身で一人あるいは複数の子供を育てている親、妊娠中の単身の女性のいずれかで、実質的な夫婦関係のある同居人がなく所得条件を満たしている場合に受給資格を認めている。

#### ARAF
APIなどの寡婦（夫）手当あるいは片親手当を受けている者に対しては、ARAF (Aide à la reprise d'activité des femmes) と呼ばれる職業復帰に向けた支援のための給付の制度が設けられてる。

### アフガニスタン
アフガニスタンにおける国連の活動「カンダハール、マザリシャリフ、ジャララバードの非正規居住区の整備」(UN-HABITAT) では2004年から2005年にかけて紛争により疲弊した非公式居住区に居住する避難民や寡婦家庭などを対象にコミュニティ活動計画が実施された。

## サティー
ヒンドゥー教社会には、夫を亡くした寡婦が焼身自殺をする慣習がある。

## 派生的表現
ゴルフに現を抜かす夫にほったらかされた妻を未亡人に見立てて、「ゴルフウィドウ（golf widow）」と呼ばれることがある。
クロゴケグモ（黒後家蜘蛛、英名：ブラックウィドウ、学名: Latrodectus mactans）は、メスが交尾し終わった後のオスを捕まえて食べる場合があることでこの名前が付けられた。